# 関蝉丸神社
関蝉丸神社（せきせみまるじんじゃ）は、滋賀県大津市にある神社。社格は旧郷社。上社（旧称関大明神蝉丸宮）と下社（旧称関清水大明神蝉丸宮）からなり、また当神社の分社となっている蝉丸神社と3社を併せて蝉丸神社と総称することもある。

## 祭神
上下両社それぞれに相殿神として蝉丸霊を祀る。
- 上社：猿田彦命
- 下社：豊玉姫命

## 歴史
社伝によれば、弘仁13年（822年）に小野岑守が旅人を守る神である猿田彦命と豊玉姫命を逢坂山の山上（上社）と麓（下社）に祀ったのに始まるという。貞観17年（876年）に従五位下を授かった近江国「坂神」がこれに相当する国史見在社と見られている。
平安時代中期の歌人で琵琶の名手として知られた蝉丸が逢坂山に住んでいたことから、その死去後に彼も上社と下社に祀られるようになった。天禄2年（971年）には円融天皇から下された綸旨により、以後歌舞音曲の神としても信仰されるようになった。
2010年（平成22年）に当時の宮司が死去すると管理者不在の状態が2年間続き、その間に下社社殿の雨漏りや老朽化が進んだ。さらに、2013年（平成25年）の台風による倒木が下社本殿の屋根を直撃し、境内の荒廃に拍車がかかることとなった。
そのような状況を打開するため、2015年（平成27年）から「芸能の祖神を蘇らせる」をスローガンに、毎年5月、関蝉丸芸能祭が開催され、能や雅楽、ジャズまで、幅広いジャンルの催し物が演じられるようになった。2019年（平成31年/令和元年）には復興支援奉賛会が結成され、クラウドファンディングなどによって改修費約3500万円をまかない、2023年（令和5年）2月より修復工事に着工。唐門・回廊の改修や本殿の檜皮葺の屋根を銅板で覆う保存措置を行ない、同年6月に竣工。10月に「お披露目の会」が挙行された。

## 末社
いずれも下社
- 中巨稲荷神社
- 貴船神社
- 天満宮
- 関清水神社
- 大神宮神社

## 文化財・史跡
- 重要文化財（国指定）
  - 石燈籠（時雨燈籠）（下社）[7]
- 関の清水（下社）
- 小野小町塚（下社）

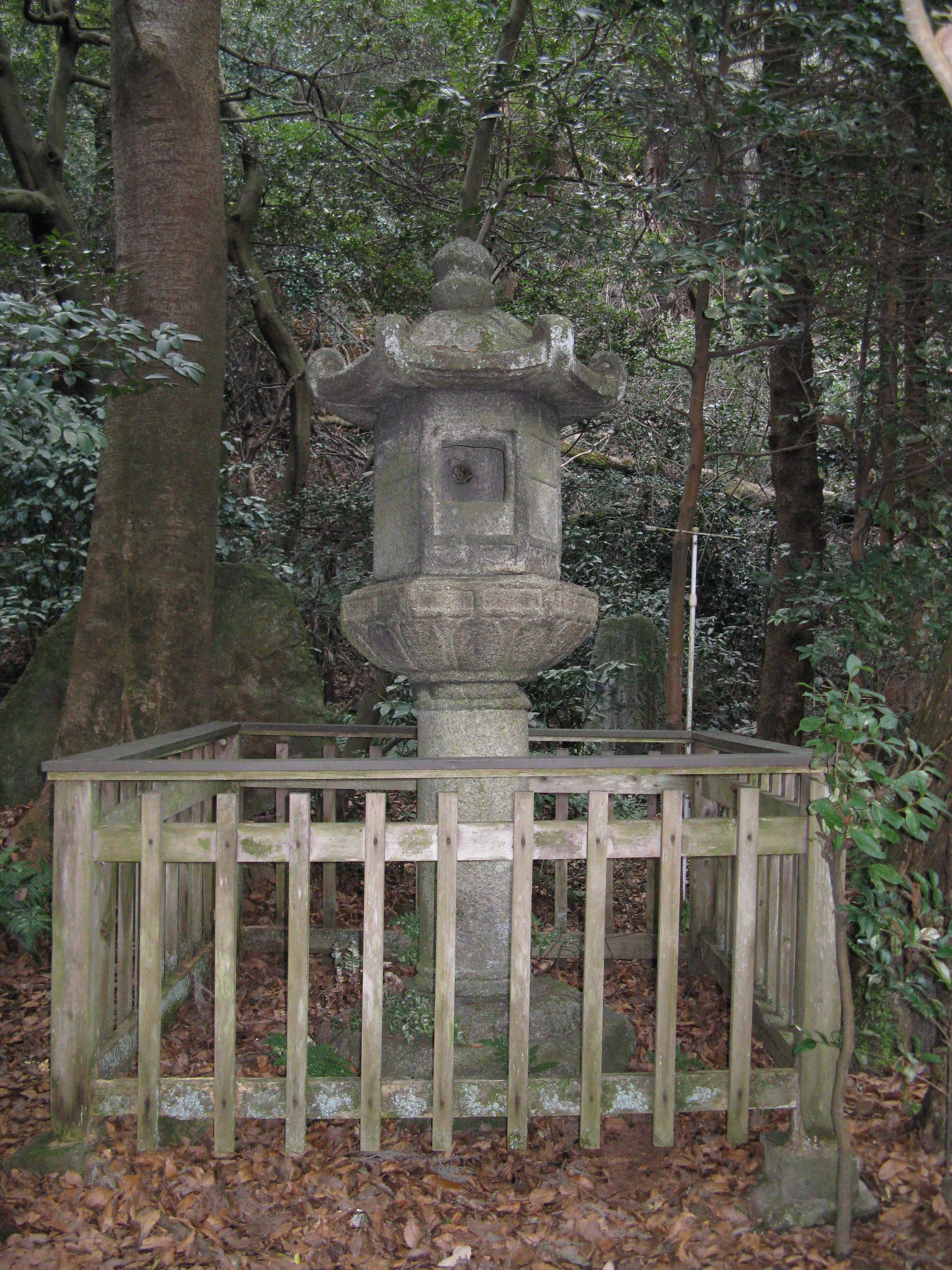
石燈籠（重要文化財、下社）

## 交通
JR琵琶湖線（東海道本線）大津駅または京阪京津線 上栄町駅より徒歩。
なお、下社境内を京津線の路線が横切っているため、参道には踏み切りがある。同様に境内地に踏み切りがあり参道を鉄道が横切る寺社には他に、
- 遍照院 - (神奈川県横浜市神奈川区／京急本線)
- 石引神社 - (岐阜県大垣市 - 西濃鉄道市橋線
- 下原八幡神社 - (岐阜県下呂市／JR高山本線)
- 坂田神明宮 - (滋賀県米原市／JR北陸本線)
- 澤田八幡神社 - (大阪府藤井寺市／近鉄南大阪線)
- 陶山神社 - (佐賀県西松浦郡有田町/JR佐世保線)

などが挙げられる（括弧内は所在地と路線名）。

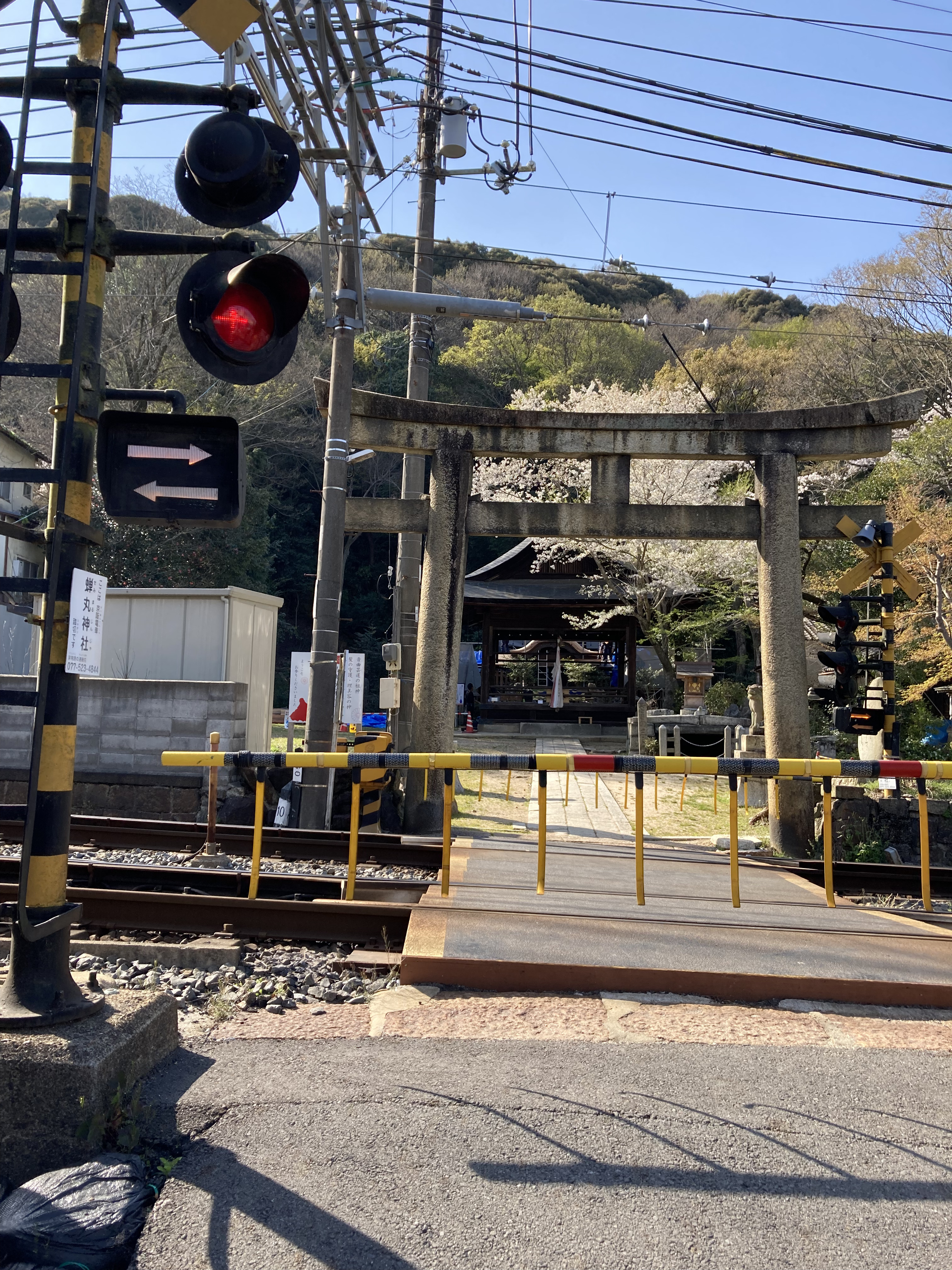
参道を横切る京阪京津線の踏切